# 黑首阿胡鰕虎鱼
黑首阿胡鰕虎鱼（学名：Awaous melanocephalus）为輻鰭魚綱鱸形目鰕虎鱼科阿胡鰕虎鱼属的鱼类，俗名睛斑阿胡鰕虎鱼。分布於印度西太平洋區的淡水或半鹹水水域，包括印度、安達曼群島、斯里蘭卡、中国海南省、台灣、越南、泰國、印尼、日本、帛琉、菲律賓群島、密克羅尼西亞、索羅門群島等，属于暖水性底层鱼类，體長可達15公分。其主要栖息于淡水河川中。该物种的模式产地在爪哇。

## 外部連結
- 黑首阿胡鰕虎鱼的圖片[]